# Allium dilatatum
Allium dilatatum — вид рослин з родини амарилісових (Amaryllidaceae); ендемік Криту.

## Поширення
Ендемік Криту.